# Lê Tiến Long
Lê Tiến Long (* 16. Februar 2001) ist ein vietnamesischer Leichtathlet, der sich auf den Langstreckenlauf und den Hindernislauf spezialisiert hat.

## Sportliche Laufbahn
Erste internationale Erfahrungen sammelte Lê Tiến Long im Jahr 2018, als er bei den Olympischen Jugendspielen in Buenos Aires auf Rang elf in der Kombinationswertung aus 2000 m Hindernis und Crosslauf gelangte. 2022 startete er bei den Südostasienspielen in Hanoi und gewann dort in 9:06,44 min die Silbermedaille über 3000 m Hindernis hinter dem Indonesier Atjong Tio Purwanto. Im Jahr darauf musste er sich bei den Südostasienspielen in Phnom Penh mit 8:53,62 min nur seinem Landsmann Nguyễn Trung Cường geschlagen geben.
In den Jahren 2020 und 2021 wurde Lê Tiến Long vietnamesischer Meister über 3000 m Hindernis.

## Persönliche Bestleistungen
- 3000 Meter: 8:52,93 min, 21. Juli 2019 in Semarang
- 3000 m Hindernis: 8:53,62 min, 10. Mai 2023 in Phnom Penh